# Боасе ла Ланд
Боасе ла Ланд (фр. Boissei-la-Lande) насеље је и општина у северној Француској у региону Доња Нормандија, у департману Орн која припада префектури Аржантан.
По подацима из 2011. године у општини је живело 109 становника, а густина насељености је износила 15,33 становника/km². Општина се простире на површини од 7,11 km². Налази се на средњој надморској висини од 166 метара (максималној 193 m, а минималној 159 m).

## Демографија
| 1962. | 1968. | 1975. | 1982. | 1990. | 1999. | 2011. |
| ----- | ----- | ----- | ----- | ----- | ----- | ----- |
| 86    | 113   | 103   | 115   | 104   | 115   | 109   |

График промене броја становника у току последњих година